# يوزيف هالر
يوزيف هالر (بالرومانية: József Haller)‏ هو رسام توضيحي ورسام روماني، ولد في 24 يناير 1935 في ساتو ماري في رومانيا، وتوفي في 2 مارس 2017 في تارغو موريش في رومانيا.